# Нердлен
Нердлен (нім. Nerdlen) — громада в Німеччині, розташована в землі Рейнланд-Пфальц. Входить до складу району Вульканайфель. Складова частина об'єднання громад Даун.
Площа — 4,45 км2. Населення становить 248 ос. (станом на 31 грудня 2020).